# Verticillium dahliae
Verticillium dahliae ist ein Schlauchpilz aus der Familie der Plectosphaerellaceae. Das Pflanzen-Pathogen verursacht die Verticillium-Welke bei vielen Pflanzenarten, die mit Blatt-Einrollen und Entfärbungen einhergeht. Über 400 Pflanzenarten können von Arten der Gattung Verticillium infiziert werden.

## Wirte und Symptome
Es gibt viele Stämme von Verticillium dahliae, die in „Vegetativen Kompatibilitätsgruppen“ (englisch vegetative compatibility groups, VCG) zusammengefasst werden. Diese Gruppen vereinigen Stämme, die über Anastomosen genannte Strukturen genetisches Material austauschen können. Jede VCG befällt wenige Wirte oder nur einen einzigen, wobei die Virulenz des Pathogens je nach Wirt variiert.
Während einzelne Stämme von V. dahliae relativ wirtsspezifisch sind, ist das Wirtsspektrum der Art doch groß. Dazu gehören über 300 Pflanzenarten und -varietäten wie Rosenkohl, Kohl, Aubergine, Gurken, Minzen, Paprika, Kartoffeln, Kürbisse, Spinat, Tomaten, Wasser-, Honig- und Cantaloupe-Melonen. Unter diesen gibt es bei Tomaten, Kartoffeln und Auberginen resistente oder tolerante Varietäten.
Symptome der Krankheit sind in der gesamten Pflanze zu beobachten. Die Blätter bekommen eine abnorme Farbe, nekrotische Bereiche, sie welken und/oder fallen von der Pflanze ab. Die Sprossachse kann entfärbte Gefäße aufweisen, es können Rosetten ausgebildet sein oder sie ist insgesamt verkümmert. Ein frühes Altern oder Absterben kann ebenfalls vorkommen.
Mikro-sklerotische Strukturen können mit Hilfe einer Lupe als kleine schwarze Objekte in den Gefäßen lebender oder toter Pflanzen gefunden werden. Diese Eigenschaft kann genutzt werden, um V. dahliae von V. albo-atrum, einer anderen pathogenen Verticillium-Art, zu unterscheiden.

## Lebenszyklus
Verticillium dahliae befällt die Wirtspflanze über natürliche Wunden oder durch Penetration des Wurzelgewebes. Anschließend gelangt der Pilz in das Xylem, mit Hilfe dessen Conidien über den gesamten Wirt verbreitet werden. Die Pflanze reagiert, indem sie Tylosen (Zellulose-Derivate) produziert, die das Xylem blockieren, was zu einer eingeschränkten Wasserversorgung und damit einhergehendem Welken führt. Wenn die Pflanze abstirbt, überlebt V. dahliae mit Myzelien im toten Gewebe, als Langzeit-Ruhestadium in Form von mikrosklerotischen Sporen oder saprobiont im Boden. Die Sporen können durch Wind und Regen verbreitet werden, so dass vorher pathogen-freie Felder infiziert werden. Außerdem kann sich der Pilz lokal über die Wurzelsysteme ausbreiten, in den Gefäßen einiger resistenter Arten überleben oder über den Wind von lebenden Blättern aus verbreitet werden.
Aufgrund der Fähigkeit der Art, saprobiont oder in Form der Ruhestadien mehr als ein Jahrzehnt zu überleben, wird ein einmal infizierter Standort höchstwahrscheinlich nie wieder Verticillium-frei.

## Management
Verticillium dahliae hat ein breites Wirtsspektrum und kann über Dauerstadien mehrere Jahre im Boden überleben, so dass eine Bekämpfung über einen Fruchtwechsel im Allgemeinen wenig Erfolg haben wird. Die Ausnahme stellt eine Fruchtfolge mit Brokkoli dar, welche die Schwere der Folgen bei Blumenkohl-Feldern senkte. Dies beruht möglicherweise auf der Produktion von Allylisothiocyanat im Brokkoli, welches das Wachstum phytopathogener Pilze hemmen kann.
Eine Saatgutauswahl kann das Ausbringen des Pilzes reduzieren. Der Kauf von Saatgut bei zertifizierten Verticillium-freien Saatzuchtbetrieben oder die Verwendung von resistenten oder teilweise resistenten Sorten kann das Krankheitsrisiko mindern. Aber selbst resistente Sorten können im Freiland Symptome entwickeln, wenn die Abundanz der Pilze hoch genug ist, so dass die Standortwahl gleichfalls essenziell zur Minimierung des Infektionsrisikos ist.
Stark stickstoffhaltige Düngemittel und eine zu starke Bewässerung der Kulturen, insbesondere im Frühjahr, können das Infektionsrisiko erhöhen, so dass eine angepasste Düngung und eine Tröpfchenbewässerung empfohlen werden. Ein Abbrennen der Rückstände nach der Ernte kann die Menge an Verticillium-Sporen verringern, die in den Boden eindringen und überwintern können.

## Rekombination
Verticillium dahliae hat eine streng klonale Populationsstruktur. Es gab Rekombinationen zwischen verschiedenen klonalen Linien und – seltener – auch innerhalb der Linien. Zwei Paarungstypen wurden identifiziert. Im Genom von V. dahliae sind Homologe von acht Meiose-spezifischen Genen nachgewiesen. Diese Funde legen nahe, dass die Fähigkeit zur Meiose in den klonalen Linien von V. dahliae adaptiv überdauert hat und bei Bedarf als Rekombination genetischer Marker exprimiert werden kann. Vielleicht gilt, wie von Wallen & Perlin (2018) nahegelegt, allgemein für Schlauchpilze, dass wie bei V. dahliae die homologe Rekombination während der sexuellen Reproduktion die Reparatur von DNA-Schäden sicherstellt, insbesondere unter Stressbedingungen.

## Taxonomie
Folgende Synonyme sind bekannt:
- Verticillium albo-atrum var. dahliae (Kleb.) R. Nelson
- Verticillium tracheiphilum Curzi
- Verticillium ovatum G.H. Berk. & A.B. Jacks.
- Verticillium albo-atrum f. angustum Wollenw.
- Verticillium dahliae f. angustum (Wollenw.) J.F.H. Beyma
- Verticillium albo-atrum var. chlamydosporale Wollenw.
- Verticillium dahliae f. chlamydosporale (Wollenw.) J.F.H. Beyma
- Verticillium albo-atrum var. medium Wollenw.
- Verticillium dahliae f. medium (Wollenw.) J.F.H. Beyma
- Verticillium dahliae f. cerebriforme J.F.H. Beyma
- Verticillium dahliae f. zonatum J.F.H. Beyma